# Monika Kratochvílová
Monika Kratochvílová (* 27. Februar 1974) ist eine ehemalige tschechische Tennisspielerin.

## Karriere
Kratochvílová gewann während ihrer Karriere einen Einzel- und 17 Doppeltitel des ITF Women’s Circuits. Auf der WTA Tour erreichte sie das Hauptfeld bei einem Turnier nur im Doppel, erstmals bei den Citroen Austrian Ladies Open 1991 in Kitzbühel.

## Turniersiege

### Einzel
| Nr. | Datum         | Turnier | Kategorie   | Belag        | Finalgegnerin   | Ergebnis |
| --- | ------------- | ------- | ----------- | ------------ | --------------- | -------- |
| 1.  | November 1990 | Wels    | ITF $10.000 | Sand (Halle) | Katharina Büche | 7:5, 6:3 |

### Doppel
| Nr. | Datum          | Turnier           | Kategorie   | Belag           | Partnerin              | Finalgegnerinnen                        | Ergebnis        |
| --- | -------------- | ----------------- | ----------- | --------------- | ---------------------- | --------------------------------------- | --------------- |
| 1.  | November 1990  | Wels              | ITF $10.000 | Sand (Halle)    | Regina Chládková       | Birgit Arming Doris Bauer               | 6:4, 6:4        |
| 2.  | Februar 1991   | Lissabon          | ITF $10.000 | Sand            | Klára Bláhová          | Susanna Attili Antonella Canapi         | 7:62, 6:75, 7:5 |
| 3.  | April 1991     | Bari              | ITF $10.000 | Sand            | Swetlana Kriwentschewa | Jennifer Fuchs Flora Perfetti           | 5:7, 6:2, 7:5   |
| 4.  | September 1991 | Capua             | ITF $10.000 | Sand            | Janette Husárová       | Maria del Carmen Garcia Eva Jiménez     | 6:1, 6:1        |
| 5.  | September 1991 | Rom               | ITF $10.000 | Sand            | Janette Husárová       | Gabriella Boschierro Federica Ricadonna | 6:4, 6:2        |
| 6.  | August 1993    | Doksy             | ITF $10.000 | Sand            | Petra Raclavská        | Jindra Gabrisová Dominika Gorecká       | 4:6, 6:2, 7:5   |
| 7.  | August 1993    | Paderborn         | ITF $10.000 | Sand            | Olga Hostáková         | Jenny Anne Fetch Angie Marik            | 6:2, 6:1        |
| 8.  | August 1993    | Bergisch Gladbach | ITF $10.000 | Sand            | Patricia Marková       | Simona Nedorostová Gabriela Navrátilová | 6:3, 6:2        |
| 9.  | September 1993 | Rabac             | ITF $10.000 | Sand            | Olga Hostáková         | Petra Holubová Helena Vildová           | 6:4, 6:4        |
| 10. | April 1994     | Neudörfl          | ITF $10.000 | Sand            | Zdeňka Málková         | Désirée Leupold Sandra Reichel          | 6:0, 4:6, 6:1   |
| 11. | Juni 1994      | Prostějov         | ITF $10.000 | Sand            | Martina Hautová        | Lenka Cenková Alena Vašková             | 6:4, 6:2        |
| 12. | Juli 1994      | Průhonice         | ITF $10.000 | Sand            | Martina Hautová        | Eva Erbová Eva Krejčová                 | 6:3, 4:6, 6:1   |
| 13. | August 1994    | Stettin           | ITF $10.000 | Sand            | Martina Hautová        | Eva Erbová Lucie Šteflová               | 6:2, 0:6, 7:65  |
| 14. | Juni 1995      | Katowice          | ITF $10.000 | Sand            | Hana Šromová           | Galina Dimitrowa Dessislawa Topalowa    | 6:3, 4:6, 6:3   |
| 15. | August 1995    | Horb am Neckar    | ITF $10.000 | Sand            | Ivana Havrliková       | Pawlina Stojanowa Anna Linkowa          | 6:2, 7:5        |
| 16. | August 1995    | Wezel             | ITF $10.000 | Sand            | Ivana Havrliková       | Nirupama Vaidyanathan Olga Hostáková    | 6:2, 6:3        |
| 17. | Dezember 1995  | Vítkovice         | ITF $10.000 | Teppich (Halle) | Martina Nedelková      | Olga Blahotová Milena Nekvapilová       | 6:4, 3:6, 6:3   |